# مارچلو زورمن
مارچلو زورمن دا سیلوا (انگلیسی: Marcelo Zormann da Silva؛ زادهٔ ۱۰ ژوئن ۱۹۹۶) یک تنیس‌باز اهل برزیل است.
وی در مسابقات کشوری و بین‌المللی در مجموع برندهٔ ۱ مدال طلا شده‌است.